# Mitp Verlag
Die mitp Verlags GmbH & Co. KG ist ein deutscher Fachverlag mit den Schwerpunkten Marketing, Informationstechnik und Fotografie. Das Verlagsprogramm wendet sich an Einsteiger, Fortgeschrittene und Profis im jeweiligen Themenbereich. Sitz des Verlages ist Frechen bei Köln.
Das Verlagsprogramm des mitp-Verlags ist in die Bereiche Kreativität, Fotografie & Grafik, Marketing & Business, Programmierung & Maker und Für Kids unterteilt. Darin erscheinen unter anderem Bücher zu den Themen Programmierung, Softwareentwicklung, Netzwerke, Zertifizierung, Minecraft, Maker, Audio, Sketchnotes, Online-Marketing und Fotografie.
Gegründet wurde der mitp-Verlag am 1. August 2014 im Rahmen eines Management-Buy-outs von Steffen Dralle. Zuvor gehörten die beiden Fachbuchmarken mitp und bhv zur Verlagsgruppe Hüthig Jehle Rehm. Die Verlagsmarke mitp entstand bereits 1998 und verlegte zunächst die Reihen Für Dummies, „Ge-packt“ und „Crash Test“. 1999 kam die Reihe „…für Kids“ hinzu, die sich mit IT-Themen an junge Leser richtet. 2005 kooperierte der Verlag mit der Zeitschrift ProfiFoto und entwickelt die Reihe mitp Edition ProfiFoto. 2012 folgt eine weitere Kooperation mit der Zeitschrift Foto Hits und es entstand die Fotobuchreihe mitp Edition FotoHits, die sich eher an ambitionierte Einsteiger richtet.
Aktuell erscheinen pro Jahr ca. 70 Titel von Autoren wie Daniel Braun, Mike Rohde, Robert Kneschke, Michael Freeman, Robert C. Martin, Michael Weigend, Ulrike Häßler und Alexander Beck.